# Марта Гадсон
Марта Б. Гадсон (англ. Martha B. Hudson; нар. 21 березня 1939) — американська легкоатлетка, яка спеціалізувалася в бігу на короткі дистанції.

## Із життєпису
Олімпійська чемпіонка в естафеті 4×100 метрів (1960).
Ексрекордсменка світу в естафеті 4×100 метрів.
Чемпіонка США в естафеті 4×110 ярдів (1958, 1960).

## Основні міжнародні виступи
| Рік  | Змагання         | Місто   | Місце | Дисципліна |
| ---- | ---------------- | ------- | ----- | ---------- |
| 1960 | Олімпійські ігри | Рим     | 3чф4  | 100 м      |
| 1960 | 1                | 4×100 м |       |            |